# Conseil canadien de la magistrature
Pour les autres articles nationaux ou selon les autres juridictions, voir Conseil supérieur de la magistrature.
En droit canadien, le Conseil canadien de la magistrature est l'organisme qui examine les plaintes déontologiques contre les juges. Il publie un guide déontologique intitulé Principes de déontologie judiciaire. Il a pour mission de « maintenir et d’accroître la qualité des services judiciaires des cours supérieures au Canada »